# Алберт Лорцинг
Алберт Лорцинг (Берлин, 23. октобар 1801 — Берлин, 21. јануар 1851) је био немачки композитор. Био првобитно оперски певач (тенор), потом капелник у Лајпцигу, Бечу и Берлину. Изградио тип немачке комичне опере (Spieloper), на основама немачког Зингшпила и француске комичне опере. Већину од 13 опера је компоновао на своја либрета, а биле су популарне захваљујући њиховом таленту, једноставности и националном правцу. Многе од њих и данас се изводе на немачким оперним сценама: „Czar und Zimmermann“ (Цар и дрводеља), „Die beiden Schützen“ (Два стрелца), „Caramo“, „Hans Sachs“, „Casanova“ (Казанова), „Der Wildschütze“ (Зверокрадица), „Undine“ (Вила бродарица), „Der Waffenschmied“ (Оружар). Компоновао је и 6 оперета, сценску музику, један ораторијум, по једну кантату, химну итд.